# (20097) 1994 UL2
1994 يو أل 2 (ويعرف أيضًا باسم (20097) 1994 يو أل 2 وفق تسمية الكوكب الصغير) (بالإنجليزية: 1994 UL2)‏ هو كويكب ضمن حزام الكويكبات؛ وترتيبه 20097 من حيث الاكتشاف.
اكتُشف هذا الجُرم الفلكي بواسطة هيروشي كانيدا في 31 أكتوبر 1994.

## وصلات خارجية
- (20097) 1994 UL2 في قاعدة بيانات مختبر الدفع النفاث لأجرام النظام الشمسي الصغيرة

- الاكتشاف · مخطط المدار ·  العناصر المدارية · المعلمات المادية

- (20097) 1994 UL2 على موقع ويكي سكاي: DSS2, SDSS, GALEX, IRAS, Hydrogen α, X-Ray, Astrophoto, Sky Map, Articles and images